# Sofeneto di Stinfalo
Sofeneto di Stinfalo (in greco antico: Σοφαίνετος?, Sophàinetos; metà V secolo a.C. – dopo il 401 a.C.) è stato uno scrittore e mercenario greco antico.

## Biografia
Arcade, di Stinfalo, nonostante la sua età avanzata fu uno dei capi dei mercenari di Ciro in lotta con il fratello Artaserse II: in effetti, Sofeneto si occupò di reclutare mercenari tra i Greci, portando ben 1000 opliti a Ciro a Sardi o a Celene. 
Nel viaggio di ritorno, Sofeneto condusse un convoglio di navi da Trapezunte a Ceraso, ma a causa della sua scarsa attenzione alle finanze dovette pagare una multa.

## Opere
Dalla sua partecipazione alla spedizione dei Diecimila, Sofeneto trasse un memoriale dal titolo Anabasi, che è andato perduto e che, probabilmente, metteva in cattiva luce Senofonte che, dunque, fu spinto a ribattere con la sua versione personale dal titolo uguale di Anabasi.